# RAY (漫画)
『RAY』（レイ）は、吉富昭仁による日本の漫画。第2部『RAY -THE OTHER SIDE-』は『RAY+』として単行本が刊行された。

## 概要
掲載誌は『チャンピオンRED』（秋田書店）で、2002年10月号から2005年8月号まで連載され、『RAY -THE OTHER SIDE-』は同誌で2006年5月号から同年9月号まで連載された。
かつて同社刊の漫画雑誌・『週刊少年チャンピオン』に連載されていた手塚治虫作の漫画『ブラック・ジャック』の基本コンセプトである、「超人的能力を持つ医者が繰り広げる命の物語」という部分をベースとしており、闇の組織に運命を翻弄されつつも、特殊能力を駆使してあらゆる奇病に立ち向かう女性医師の物語を描く。
声優が自ら演じる実写オリジナルビデオ作品や、テレビアニメ作品『RAY THE ANIMATION』も制作された。後者では、オリジナルの斉藤ほのかに関わる重要な部分が大幅に端折られている。

## あらすじ
闇の臓器密売組織に自らの両眼を奪われた主人公の少女・春日野零（かすがの れい）は、謎の男“B.J.”の手によって“物質を透視できる眼”（透視眼）を移植される。後に成長した零は医師となって透視眼の力を使い、常人には不可能な数々の難手術をこなす表の顔を持ちながら、闇の組織との暗闘を繰り広げる。

## 登場人物
声はアニメ版。

### 主要人物
春日野 零（かすがの れい）
声 - 野川さくら
本作の主人公。正体不明の女医。
幼少期に組織の手により“白い部屋”に仲間と一緒に監禁されていた「ナンバーズ」の一人。その後に両眼を失うものの、B.J.（ブラック・ジャック）に透視眼を移植されて視力が戻っただけではなく、透視能力を開花させた。そのオペ技量はB.J.と同等と評されている。
本名は無い（そもそも、ナンバーズに「本名」は無意味）。今の名前の由来は、右肩後方の数字刻印「075-1-74」を引き算に例えると「0」になることから。「春日野」の姓は救い出されてから付けられたもの。
生い立ちの経緯から、少女時代から沢医院の常連で、看護師達ともツーカーの仲。彼女たちや沢医院で知り合った篠山を含めて、沢医院のスタッフには全幅の信頼を持っている。Hリング（斉藤晃一）の母、斉藤ほのかのクローンで記憶以外の医学の才能と性格を受け継いでいる。
アニメ版では初回登場時に初めて沢病院と関わりを持ち、過去の経緯から人に対してはとにかく疑り深く、賢治だけは素直に心を通わせている設定に変えられている。また、この賢治との出会いを含む零の生い立ちの設定が変更されている。
篠山 利明（しのやま としあき）
声 - 高橋広樹
零の仲間で、零に気があるものの軽くあしらわれている気の毒な青年。自ら開発した人工臓器で生命を維持している医学的サイボーグで、少年時代は沢医院の患者だった（アニメ版ではこの設定は無い）。
髪はボサボサで前髪が鼻のあたりまであり、ほとんど目が描かれていないが、アニメ版では若干髪が短くなり目が描かれている。日頃の生活態度もズボラの一言に尽きるが、メカニック関係には極めて強く、車の運転も得意。また、卓越した人工臓器の開発技術者でもある。アニメ版ではシボレー・アストロが愛車（ONEの銃撃で事故を起こした後は、スズキ・アルト（6代目）に乗り換えている）。
終盤でコーイチに撃たれ、人工臓器が故障し死にかける。零が救命手術の執刀をするが感情の高ぶりで失敗しかけ、それをほのかがオリジナルの神がかり的な技術で救い、一命を取り留める（アニメ版ではそのあたりの経緯がバッサリ切られている）。
沢（さわ）
声 - 屋良有作
かつて組織に監禁されていた零を救い出した巨漢の壮年男性。名前は不明。仙人のような長く見事なヒゲを蓄え、右目と左足を失っている身。
とある街に中規模の病院「沢医院」（アニメ版では「沢病院」）を開設してその院長の職に就いており、たびたび零を呼び付けては、困難な手術が必要な患者を担当させる。その胡散臭い物言いからも、アニメ版では零にはあまり信用されていない描写がされているが、原作では救出されて以来ずっと関わりをもっているため、せいぜいうるさい（だが、最も信頼できる）おっさん程度の扱い。常人を卓越した武道家でもあり、数々の必殺技を持っている。
コーイチ
声 - 浪川大輔
“白い部屋”で零やアカリボンと共に監禁されていた「ナンバーズ」の一人。今の名前の由来は、零と同様に右肩後方の数字刻印「075-2-22」を引き算に例えると「51」になることから。零とは互いに好意を持っていた。後年再会した時は、当時のイメージを残したままの青年となっていた。原作では断片的によみがえったオリジナルの記憶と自分の記憶で自我崩壊を引き起こしたことで狂気に走った表現がされているが、アニメ版では零に対しては異様なまでの執着心を持っていることで狂気に走った表現に差し替えられている。
実はHリングの男、斉藤晃一のクローン。最後はオリジナルの記憶と自分の記憶の区別がつかなくなり、さらに零に拒絶された絶望から、自らメスで咽を切って自害する（原作では途中で「拳銃」を手放している）。アニメ版では最後には零に想いを告白するが、それまでの執着心が仇となり拒否され、絶望した彼は持っていた拳銃で自害する。
アカリボン
声 - 宮崎羽衣
“白い部屋”で零やコーイチと共に監禁されていた「ナンバーズ」の一人。今の名前の由来は、監禁時代に大きな赤いリボンを好んで着けていたことから。当時のイメージを残した幼い少女の容姿のままで零と再会し、同居することになる。ちなみに料理の腕はド下手で、零も呆れるほど。幼い頃から無痛症である。
アニメ版では普段の無邪気な性格は実は演技とされているが、原作ではコーイチのスパイではあるものの、知能が未発達で性格が無邪気な点はそのまま。コーイチを愛しているが、当の彼の視線は常に零へ向いているため、あまり相手にされていない。アニメ版では憤った彼女は零をメスで刺し殺そうとするが、コーイチに撃たれてしまいその後の生死は不明である。原作ではコーイチのアジトでの決戦時の早い段階で美里たちに取り押さえられ、撃たれてはいない。精神的に幼いため、零に対してそれほど嫉妬心は持っておらず、コーイチの死後は沢医院に戻り居候している。
春日野（かすがの）
声 - 一柳みる
組織から救い出された零を親代わりとなって育てた、妙齢の女性。名前は不明。若かりし頃は沢やHリングの男と共に、ある研究を行っていた。零の母親代わりだが（日本の法律では単身では養子縁組できないので、どのようにして零の戸籍をでっち上げたかは不明）、短時間で医療技術を教え鍛え上げたことから、零からは「師匠」と呼ばれている（アニメ版では「おかあさん」と呼ばれている）。
美里（みさと）
声 - 本名陽子
沢の病院に勤務している女性看護師。看護師の中でも古株で零の相談相手となることも多い。チャイナ風の髪留めをしている。高い格闘能力を持っている。
鎌倉 留美（かまくら るみ）
声 - 河原木志穂
沢の病院に勤務している女性看護師。栗毛のセミロング、篠山に好意を抱いている。高い格闘能力を持っている。
佐藤 利江（さとう りえ）
声 - 生天目仁美
沢の病院に勤務している女性看護師。高い格闘能力を持っている。
真美（まみ）
声 - 新井里美
沢の病院に勤務している女性看護師。高い格闘能力を持っている。
江戸川 賢治（えどがわ けんじ）
声 - 久保田恵
沢の病院に長く入院している少年。空気感染しやすい難病を患い、滅菌処理済みのフィルムにより隔離された特殊な病室で過ごしている。病室から外出する場合はバッテリー駆動のケミカル・クリーンユニットを背負った機密服を着用する。電池の持つ範囲であれば自分で歩き回れる（アニメ版ではこの描写は出てこない）。
自ら望まずとも近くにいる人間の心を読み取ってしまう特殊能力を持っているが、それを逆手にとって沢医院の看護師達や零の手助けをしたりと、自分の境遇を卑下しない明るい性格の持ち主。しかし、アニメ版では日々塞ぎ込んでいる設定に換えられていて、それを承知で正面から向き合ってくれる零とは打ち解け、心を通わせることになる。
その特殊能力のおかげで心理カウンセリングの才能がある。11歳の自我とオリジナルの大人の自我がせめぎあい精神的に苦しむ「ほのか」の心理カウンセリングを行い、やがて恋仲になる。

### その他の人物
堀内 すみれ（ほりうち すみれ）
声 - 堀江由衣
篠山の幼馴染。心臓に先天的な疾患を持っており、篠山が作った人工臓器を移植してもらうのが夢。
全キャラクターでも一二を争うほど恋愛には積極的で、彼女の台詞はまさに愛に生きる女のそれ。恋のライバルである零のオペを拒むなど、根性を持った女性である。
実は、零の本来の眼球を移植された身。また、人工臓器で生命を維持している医学的サイボーグで、零は透視でそれに気づく。
Hリングの男／斉藤晃一（さいとうこういち）
声 - 山野井仁
謎の組織に君臨する男。本名は不明。ある目的のために“白い部屋”を作り、現在も各地で医療犯罪に手を染める。組織の脱走者である零をなぜか生かしたまま泳がしているなど、その行動には不可解なところが多い。
実は母親を蘇らせるためにクローン技術を発展させ、“記憶を持った状態で蘇らせる”のが目的だったが、自身は自我の一部が崩壊しており、一時的に幼児退行を発症することがある。
ほのかと暮らす地下に作った少年時代の世界が崩壊した際に頭に怪我を負い、その結果幼児退行し元に戻らなくなる。その後、沢に保護されている。「ナンバーズ」は目的であるクローンの副産物であり、失敗作であった。アニメ版ではコーイチと対峙した際、自身のクローンと告げたため、射殺される。
また、アニメ版では「斉藤医院」の看板のみで本名が明かされていないが、原作ではほのかの口から語られている。
ONE
声 - 近江知永
零に酷似した顔を持つ、Hリングの男に付き従っている女性。その正体は零の後に生み出された、斉藤ほのかのクローンだが、継承したのは記憶だけで性格や医学的才能は引き継がれていない（おまけに知能も低く、かなり思考も幼い）。最初は零に嫉妬心を抱き敵対するが、性格と医学的才能を引き継がなかったため、斉藤晃一の捨て駒にされ重傷を負う。零に命を助けられた後、すっかり双子の姉妹のような関係になり、最後は美里の部屋に無理矢理押しかけ居候となる。ほのかの記憶を持つため、家事全般は零とは比較にならないくらい長けている。
アニメ版ではコーイチにお題目の元に殺されてしまう。
ほのか（アニメ版ではHONOKA）
声 - かないみか
斉藤晃一の研究を完成させた少女。斉藤晃一の母親、斉藤ほのかの医療技術と経験の記憶を持つ完全体に近いクローンだが、失敗作でもある。オリジナルの神がかり的な医療技術を継承していて、コーイチに銃で撃たれ、人工臓器が故障し瀕死となった篠山の命を救う。
賢治のカウンセリングのおかげで、次第にオリジナルの斉藤ほのかの記憶と神がかり的な医療技術は薄れてくる。恋仲となった賢治を救いたいという一心で、オリジナルの斉藤ほのかの医学知識の記憶が消える前に賢治の治療法を発見し、手術マニュアルを作成し執刀を零に託す（アニメ版では医療知識の継承は表現されておらず、賢治の治療法は春日野の協力でとなっている）。
B.J.（ブラック・ジャック / 間黒男）
声 - 大塚明夫
言わずと知れた天才外科医。零に透視能力を持つ眼球を移植した。その正体はどう見てもブラック・ジャックだが、原作では顔を構図的に隠すなど、最後までブラック・ジャック本人とは明かされていない。しかしアニメ版では、制作側が手塚プロダクションに改めてキャラクター使用許可を貰い、第1話ラストにおいて零が壁の向こうに立つ彼に呼びかけるシーンで、零に「ブラック・ジャック」と言わせる（顔は原作同様に隠してあるが）など、本人であることがより明確化されている。
最終話では盲目になりかけた零のもとへ現れ、彼女の眼を完治させたことが示唆されている。(原作では篠山の口から語られるのみだが、アニメ版では直接登場し、零と会話もする）
なお、前述の眼球をどこから調達したのかは最後まで不明だった。
番外編では沢や春日野と顔見知りだったことがうかがえる。
なお、原典と言える漫画『ブラック・ジャック』において、ある患者の視力を戻すためにブラック・ジャックが眼球の移植手術を行ったエピソード（第44話「目撃者」）では、移植後わずか5分間しか視力が回復しないという制約が付いた、不完全なものであった。
ニヤ
第二部で登場。
いつもニヤニヤしていた女の子で、その当時零如く「三歳児のようだった」という。臓器を抜き取られて死亡したのではないかと思われていた。
現在では警察官。
ボルト・クランク
原作番外編「Drop in」に登場。吉富昭仁の代表作『EAT-MAN』の主人公。ひょんなことから、零達の世界に迷い込んだ一角の天使を救うためにやってくる。零とはボルトがネジを食いながら居酒屋の暖簾から出る所で出くわし、そのまま腹痛で倒れて沢医院に担ぎ込まれる。迷い込んだ天使自体は零の世界の老人の擬態に封印されていて、零が皮膚切開手術で解放する。

## 用語
ナンバーズ
闇の臓器密売組織に監禁された子供たちの集団名（複製の過程で記憶の再現に失敗したクローン）。右肩後方には数字刻印が打ち込まれている。
白い部屋
ナンバーズの子供たちが収容される部屋。その子供達には名前（全部）が付けてもらえず、子供たちはそれぞれ大切にしている物などを愛称にして呼び合っていた。
アニメ版の白い部屋内では制服(?)を着させられる。制服(?)は男女別々になっており、男の子はシャツと半ズボンだが、女の子はシャツとビキニ風のもので、前は少々褌のような形状をしていて露出が大きめ。女の子のシャツは男の子よりも丈が短く臍が見えてしまい、ビキニ風のものとの組み合わせもあって少しエッチになってしまっているが、原作ではダブダブなTシャツと半ズボンがほとんどで、せいぜい女の子のキャミソールっぽい服装がある程度。

## 単行本
全て秋田書店・チャンピオンREDコミックス刊。
RAY
1. 2003年3月20日初版 ISBN 4-253-23030-X
2. 2003年7月17日初版 ISBN 4-253-23031-8
3. 2003年12月18日初版 ISBN 4-253-23032-6
4. 2004年5月1日初版 ISBN 4-253-23033-4
5. 2004年10月21日初版 ISBN 4-253-23034-2
6. 2005年3月19日初版 ISBN 4-253-23035-0
7. 2005年8月20日初版 ISBN 4-253-23036-9

RAY+
1. 2006年8月18日初版 ISBN 4-253-23025-3

## 実写版
アニメ化に先駆け、DramagixレーベルよりDSEシリーズ第1弾として、2005年冬に『RAY VOL.1 COLD BLOOD』と『RAY VOL.2 SPIRITUAL SONG』の前後編2巻構成でオリジナルビデオ化され、Vol.1が2005年11月25日、Vol.2が2005年12月22日に、それぞれDVDで発売された。
ストーリーは後にアニメ版も手がけたほそのゆうじによる実写独自のものとなっているが、零役はアニメ版と同じく野川さくらが演じているほか、実写版オリジナルキャラクター役として村上幸平や小川輝晃、宮崎羽衣（アニメ版と違って女子高生の江原朋美役）も出演している。なお、吉富昭仁によれば撮影は近所にて行われており、自身もこっそり出演しているシーンがあるという。
キャスト
- 春日野零：野川さくら
- 江原朋美：宮崎羽衣
- 小野口絵里：南條愛乃
- ハル：村上幸平
- 坂本：小川輝晃

## テレビアニメ『RAY THE ANIMATION』
2006年4月から7月にかけ、東北放送・中部日本放送・RKB毎日放送・北海道放送（以上、製作委員会参加局）などで放送された。全13話。横縦比は16:9のフルサイズ。
B.J.は原作では最後まで謎の男だったが、アニメでは最初からブラック・ジャック本人として登場。声も『ブラック・ジャック』のアニメ版で数多く彼を演じてきた声優の大塚明夫である（この事実はアニメ放送に先駆けて東京国際アニメフェア2006での同作品イベントにて発表された）。
なお、本放送同時期に本作放送局とは別のテレビ系列局では原典『ブラック・ジャック』の続編である『ブラック・ジャック21』を放送していたが、そこでは原典をベースとして、ブラック・ジャックが謎の組織に各種の理由から命を狙われつつ、自らも組織の陰謀を暴こうと世界各地を旅するアニメオリジナルストーリーを展開しており、本作のストーリーとの擬似的なリンクを見せていた。

### スタッフ
- 原作 - 吉富昭仁[1]
- 監督 - 高橋ナオヒト[1]
- シリーズ構成 - 冨岡淳広[1]
- キャラクターデザイン・総作画監督 - 香川久[1]
- デザイン協力 - コレサワシゲユキ
- 美術監修 - 小林七郎[1]
- 美術監督 - 今井修[1]
- 色彩設計 - 大槻浩司
- 撮影監督 - 石塚知義
- 編集 - 伊藤潤一
- 音響監督 - 三好慶一郎[1]
- 音楽 - 奥井雅美 with God Speed[1]
- プロデューサー - 宇田川美雪、高木和義、古木武文、鈴木和彦、千葉卓也
- アニメーションプロデューサー - 井口憲明[1]
- アニメーション制作 - OLM TEAM IGUCHI[1]
- 製作・著作 - RAY PROJECT[1]（東北放送・アミューズソフトエンタテインメント・ドワンゴ・中部日本放送・RKB毎日放送・北海道放送・OLM）

### 主題歌
オープニングテーマ「zero-G-」
作詞・歌 - 奥井雅美 / 作曲 - Monta / 編曲 - 鈴木‘Daichi’秀行
エンディングテーマ「夕凪」
作詞・作曲 - 奥井雅美 / 編曲 - 市川淳 / 歌 - 近江知永

### 各話リスト
| 話数 | サブタイトル     | 脚本                  | 絵コンテ     | 演出         | 作画監督                   |
| ---- | ---------------- | --------------------- | ------------ | ------------ | -------------------------- |
| 1    | 神の目           | 冨岡淳広              | 高橋ナオヒト | 長尾粛       | 服部憲知                   |
| 2    | パートナー       | 冨岡淳広              | 高橋ナオヒト | 夕澄慶英     | 宮田瑠美                   |
| 3    | ガラス越しの風景 | ほそのゆうじ          | 熊谷雅晃     | 熊谷雅晃     | 山本道隆                   |
| 4    | 赤いリボン       | ほそのゆうじ          | 田部伸一     | 冨沢隆雄     | 牛島勇二                   |
| 5    | 成り代わり       | ほそのゆうじ          | 長尾粛       | 長尾粛       | 池田裕治                   |
| 6    | 贈りもの         | 冨岡淳広              | 犬川犬夫     | 犬川犬夫     | 飯飼一幸                   |
| 7    | 想い人           | 神山修一              | 広嶋秀樹     | 石川敏浩     | Kim Dae-Hoon               |
| 8    | 蠢く過去         | 冨岡淳広              | 夕澄慶英     | 夕澄慶英     | 宮田瑠美                   |
| 9    | 現し身           | 神山修一              | 板村智幸     | 鎌倉由実     | 小山知洋                   |
| 10   | 再会             | ほそのゆうじ          | 内田祐司     | 内田祐司     | 山本道隆                   |
| 11   | 哀してる…        | ほそのゆうじ 冨岡淳広 | 板村智幸     | 犬川犬夫     | 飯飼一幸                   |
| 12   | 嘆きの楽園       | 神山修一              | 高橋ナオヒト | 石川敏浩     | Kim Dae-Hoon You Seung-Hee |
| 13   | 命               | 冨岡淳広              | 青柳宏宜     | 高橋ナオヒト | 香川久 山本道隆            |

### 放送局
| 放送地域   | 放送局         | 放送期間                | 放送日時           | 放送系列  | 備考             |
| ---------- | -------------- | ----------------------- | ------------------ | --------- | ---------------- |
| 宮城県     | 東北放送       | 2006年4月5日 - 6月28日  | 水曜 26:00 - 26:30 | TBS系列   | 製作委員会参加   |
| 中京広域圏 | 中部日本放送   | 2006年4月5日 - 6月28日  | 水曜 26:15 - 26:45 | TBS系列   | 製作委員会参加   |
| 福岡県     | RKB毎日放送    | 2006年4月9日 - 7月2日   | 日曜 26:13 - 26:43 | TBS系列   | 製作委員会参加   |
| 神奈川県   | tvk            | 2006年4月10日 - 7月3日  | 月曜 23:00 - 23:30 | 独立UHF局 |                  |
| 北海道     | 北海道放送     | 2006年4月13日 - 7月6日  | 木曜 26:10 - 26:40 | TBS系列   | 製作委員会参加   |
| 日本全域   | ファミリー劇場 | 2006年4月16日 - 7月23日 | 日曜 19:00 - 19:30 | CS放送    | リピート放送あり |
| 栃木県     | とちぎテレビ   | 2006年4月18日 - 8月1日  | 火曜 22:30 - 23:00 | 独立UHF局 |                  |